# Ophiodromus pugettensis
Ophiodromus pugettensis är en ringmaskart som först beskrevs av Johnson 1901.  Ophiodromus pugettensis ingår i släktet Ophiodromus och familjen Hesionidae. Inga underarter finns listade i Catalogue of Life.